# HTH
HTH（エイチティーエイチ）は、松竹芸能所属のお笑いコンビである。共に大阪府出身。関西演芸協会会員。2011年解散。

## メンバー
竹下 浩貴（たけした ひろたか、1981年11月17日（43歳） - ）
- 大阪府出身。O型。
- 事務所の先輩シンデレラエキスプレスからは「ポップちゃん」と呼ばれている。
- 「M-1グランプリ」で、予選1回戦を突破した際、祝杯をあげたことがある。
- 森脇健児からもらったジャケットで、テレビに出たことがある。
- 解散後はピン芸人『竹下ポップ』として活動。

廣石 岳俊（ひろいし たけとし、1981年7月17日（43歳） - ）
- 大阪府出身。O型。
- 芸能界引退後は、アルバイトをしていたホテルにそのまま就職。ホテルマンとして働いている。

## 概要
- 2000年にコンビ結成。初舞台は緊張をほぐす為に手をつないで舞台に向かった。
- 芸名はネタで「Hな男ととってもHな男の略である」と発言している。
- 年末、森脇健児の家を大掃除する際の重要人物である。
- 2011年解散。竹下は竹下ポップとしてピン芸人に、廣石は芸能界を引退し、ホテルマンとして働いている。
- 竹下は華井二等兵、にしね・ザ・タイガーとのユニット「トリオザスリー」としても活動しているほか、ピンでは（『死亡遊戯』での）ブルース・リーのようなトラックスーツを着て、ヌンチャク芸を披露する[1]。

## 出演番組
- 森脇健児のサタデーミーティング（2009年10月-2010年3月）
  - 鴨川中継リポートを担当。
- ますだおかだ角パァ!
- パラビき!パラビき!あらびき団 〜四天王編〜（2018年） - 竹下ポップ